# Festieux
Festieux ist eine  französische Gemeinde mit 707 Einwohnern (Stand: 1. Januar 2022) im Département Aisne in der Région Hauts-de-France (bis 2016: Picardie). Sie gehört zum Arrondissement Laon, zum Kanton Laon-2 und zum Gemeindeverband Laonnois.

## Geografie
Die Gemeinde Festieux liegt im Nordosten des Höhenzuges Chemin des Dames im Quellgebiet des Flusses Barentons, 14 Kilometer südöstlich von Laon. Nachbargemeinden von Festieux sind Eppes im Norden, Mauregny-en-Haye im Osten, Courtrizy-et-Fussigny im Südosten, Arrancy im Süden, Montchâlons im Südwesten sowie Veslud im Nordwesten.

## Bevölkerungsentwicklung
| Jahr                       | 1962 | 1968 | 1975 | 1982 | 1990 | 1999 | 2011 | 2021 |
| Einwohner                  | 359  | 326  | 337  | 296  | 449  | 509  | 640  | 695  |
| Quellen: Cassini und INSEE |      |      |      |      |      |      |      |      |

## Sehenswürdigkeiten

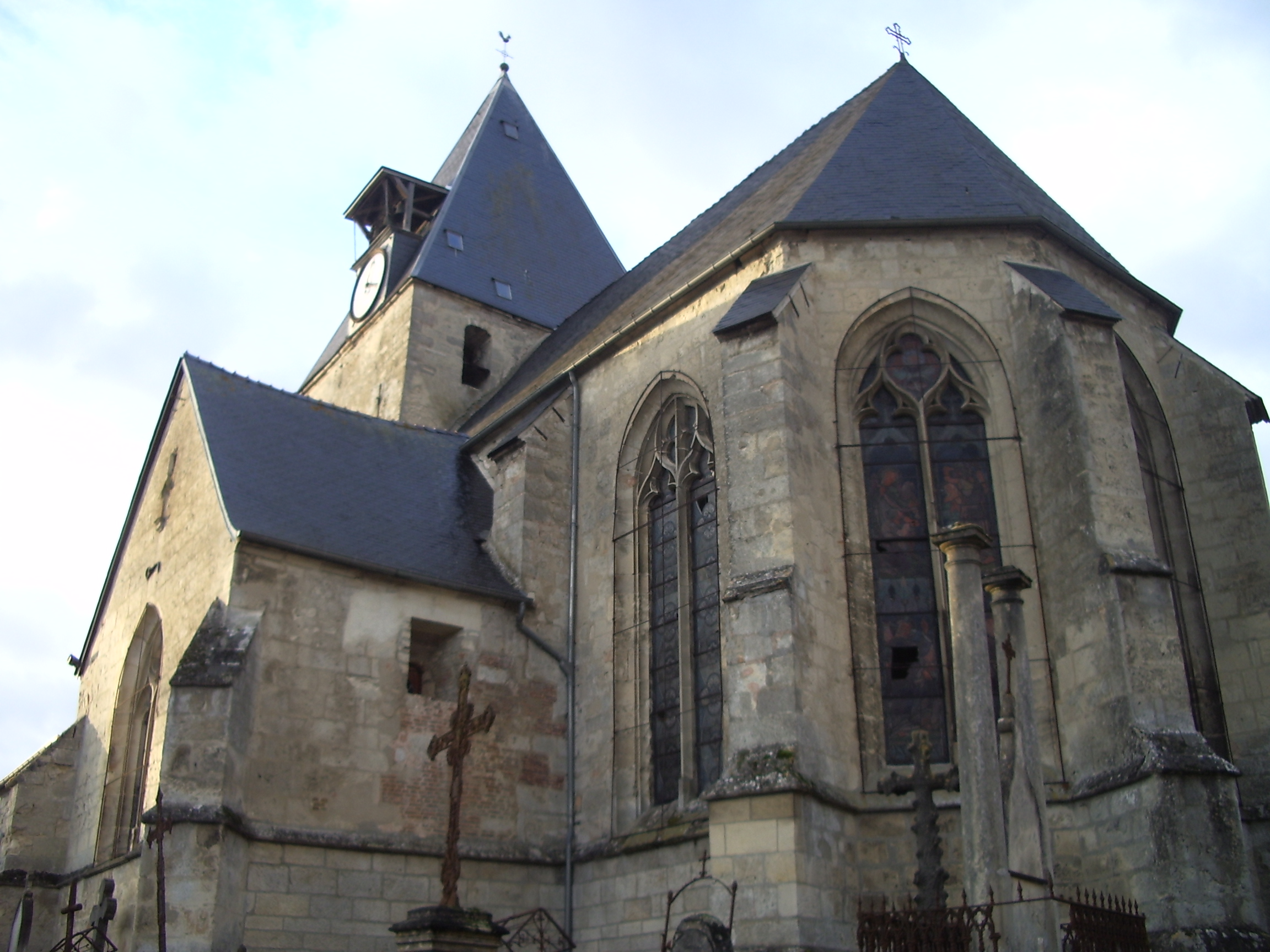
Kirche Saint-Pierre
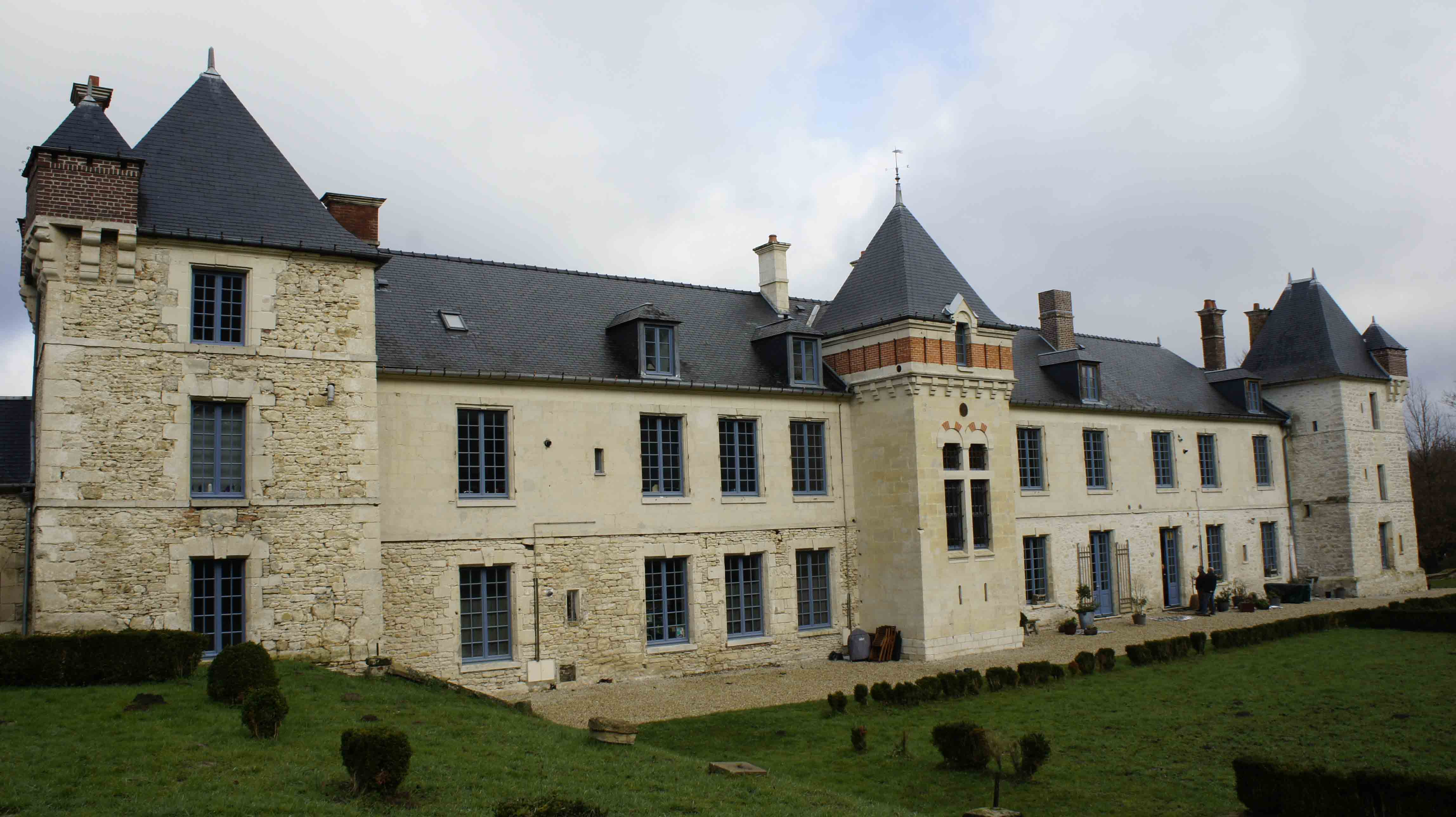
Schloss

- Kirche Saint-Pierre
- Schloss

## Persönlichkeiten
- Gustave Doyen (1837–1923), Genre- und Porträtmaler